# Selbstkompetenz
Selbstkompetenz ist ein Begriff, der unter anderem in der Rehabilitation und im Bildungswesen verwendet wird. Den Begriff prägte der Erziehungswissenschaftler Heinrich Roth 1971 zur Unterscheidung von Kompetenzen, die in der Entwicklung des Menschen ausgeprägt werden. Daneben stehen die Sozial- und die Fachkompetenz.

## Rehabilitation
Er bezeichnet in der Rehabilitation die Fähigkeit von Patienten, auf der Grundlage von entsprechendem Wissen die Verantwortung für den Behandlungsprozess und die Rehabilitation zu übernehmen. Unter anderem gehört dazu auch, den eigenen Behandlungsprozess zu modulieren, auf gesunde Lebensführung zu achten – aber auch Wege zu finden, mit einer (chronischen) Krankheit oder Behinderung besser zu leben. Selbstkompetenz kann durch die Mitarbeit in einer Selbsthilfegruppe erworben bzw. gestärkt werden.

## Bildungswesen
Die deutsche Kultusministerkonferenz beschreibt Selbstkompetenz als 

„Bereitschaft und Fähigkeit, als individuelle Persönlichkeit die Entwicklungschancen, Anforderungen und Einschränkungen in Familie, Beruf und öffentlichem Leben zu klären, zu durchdenken und zu beurteilen, eigene Begabungen zu entfalten sowie Lebenspläne zu fassen und fortzuentwickeln. Sie umfasst Eigenschaften wie Selbstständigkeit, Kritikfähigkeit, Selbstvertrauen, Zuverlässigkeit, Verantwortungs- und Pflichtbewusstsein. Zu ihr gehören insbesondere auch die Entwicklung durchdachter Wertvorstellungen und die selbstbestimmte Bindung an Werte.“

 Der Begriff „Selbstkompetenz“ ersetzt (in diesem Zusammenhang) den bisher verwendeten Begriff „Humankompetenz“.
Im Rahmen der Betriebswirtschaftslehre wird statt von Selbstkompetenz auch von Empowerment oder von personaler Kompetenz (hier synonym zu Humankompetenz / Persönlichkeitskompetenz) gesprochen – im weitesten Sinne als Fähigkeit, mit sich selbst umzugehen.